# Camp Point (Antarktika)
Der Camp Point (spanisch Punta Campamento) ist eine Landspitze an der Fallières-Küste des Grahamlands auf der Antarktischen Halbinsel. Sie markiert den westlichen Ausläufer eines schroffen Höhenzugs zwischen der Square Bay im Norden und der südlich liegenden Calmette Bay.
Erstmals gesichtet wurde es bei der Fünften Französischen Antarktisexpedition (1908–1910) unter der Leitung Jean-Baptiste Charcots, dem jedoch die eigentliche Natur dieses geographischen Objekts verborgen blieb. Vermessen wurde es von Teilnehmern der British Graham Land Expedition (1934–1937) unter der Leitung des australischen Polarforschers John Rymill, der das namensgebende Camp in der Nähe der Formation errichten ließ.